# Аль-Вафа
Аль-Вафа (Al Wafa) — нафтогазоконденсатне родовище на крайньому заході Лівії в басейні Гадамес, станом на середину 2010-х друге за розміром початкових запасів газу родовище країни після офшорного Бахр-Ессалам.

## Загаоьна інформація
Знаходиться за 150 км на південь від відомої оази Гадамес, поряд з алжирським кордоном. По суті Аль-Вафа є продовженням гігантського алжирського родовища Алрар, відкритого у 1980 році. В 1991-му компанія Sirte Oil виявила газові поклади і на лівійській території, у відкладеннях середнього девону.
Первісно геологічні запаси газу родовища оцінювались у 78 млрд м3, видобувні у 62 млрд м3 (крім того, біля 100 млн барелів конденсату). Станом на середину 2010-х років оцінка початкових видобувних запасів зросла до 115 млрд м3 газу.

## Розробка
Розробка стартувала в 2004 році з рівня 12,7 млн м3 газу, а також 23 000 барелів нафти та 15 000 барелів конденсату на добу. Для цього спорудили 15 нафтових, 2 газові, 6 водяних та 1 водонагнітальну свердовину. Станом на 2014 рік Аль-Вафа з показником 17,5 млн м3 на добу було другим за обсягами видобутку газу в Лівії, поступаючись лише офшорному Бахр-Ессалам.
На Аль-Вафа газ проходить підготовку осушку, вилучення вуглекислого газу та зрідженого нафтового газу (ЗНГ, пропан-бутанова фракція).
Видачу продукції організували по трубопровідній системі Аль-Вафа – Мелліта.
Для обслуговування потреб родовища встановлена власна електростанція із трьох газових турбін потужністю по 25 МВт.
Заворушення у Лівії після скинення Муаммара Каддафі могли призводити до проблем із видачею продукції родовища, оскільки траса газопроводу проходила через район міста Налут, мешканці якого з часів повалення диктатора мали сильний збройний загін та вимагали своєї частки. Таке, наприклад, відбулось у березні 2017 року, коли налютці вимагали погасити заборгованість за їх участь в силах охорони нафтогазових об'єктів.
Перед тим, у 2015 році, родовище вже блокували місцеві мешканці, що зажадали прийняти їх на роботу як охоронців.